# پاول ای. برن
پاول الکساندر برن (Paul Alexander Baran)‏ (۲۵ اوت ۱۹۰۹ – ۲۶ مارس ۱۹۶۴)، اقتصاددانِ مارکسیست اهل ایالات متحده بود. برن در ۱۹۵۱ میلادی در دانشگاه استنفورد به درجه استاد تمام ترفیع داده شده و برن تنها اقتصاددان مارکسیست در ایالات متحده بود که تا زمان مرگش در ۱۹۶۴ میلادی، استاد دانشگاه بود. برن در ۱۹۵۷ میلادی «اقتصاد سیاسی رشد» را نوشته و با پل سوئیزی به‌طور مشترک کتاب «سرمایه مونوپولی» را نوشت.

## زندگی و کار
برن در امپراطوری روسیه به‌دنیا آمد. پدر وی که یک منشویک بود و روسیه را به مقصد ویلنیوس (در آن زمان لهستان) در ۱۹۱۷ میلادی ترک کرد. خانواده وی از ویلنیوس به برلین و بعداً در ۱۹۲۵ میلادی از آنجا به روسیه رفتند، اما پاول برای اتمام دبیرستان در آلمان ماند. او در ۱۹۲۶ میلادی وارد مؤسسه پلخانف در مسکو شد. او بار دیگر در ۱۹۲۸ میلادی روسیه را به مقصد آلمان ترک کرد تا به عنوان دستیار پژوهش زراعتی با مشاور خود فریدریش پولاک کار کند. برن در آلمان ماند و با انجمن پژوهش‌های اجتماعی مکتب فرانکفورت شروع به کار کرد. او دیپلم-ولکسویرت (مدرک فوق لیسانس در اقتصاد سیاسی، معادل مدرک کارشناسی ارشد) خود را در ۱۹۳۱ میلادی از دانشگاه فریدریش-ویلیام در وروتسواف کسب کرد. بعداً او رسالهٔ تحت نظر امیل لیدیرر در مورد برنامه‌ریزی اقتصادی نوشته و مدرک دکترای خود را در ۱۹۳۳ میلادی از دانشگاه برلین کسب کرد. در جریان این سال‌ها در آلمان، او با رودلف هیلفردینگ نویسنده کتاب «سرمایه مالی» آشنا شده و تحت نام مستعار الکساندر گبریل برای ژورنال حزب سوسیال دموکرات آلمان، دی جیسیلسکافت (Die Gesellschaft) می‌نوشت.
پس از به قدرت رسیدن رژیم نازی، برن به پاریس فرار نمود، از آنجا به اتحاد جماهیر شوروی سوسیالیستی و بعداً به ویلنیوس (و پس از آن به لهستان) رفت. پس از پیمان مولوتوف-ریبنتروپ و درست قبل از یورش نازی به لهستان، او به ایالات متحده مهاجرت نمود، در آنجا شامل دانشگاه هاروارد شده و مدرک فوق لیسانس خود را به‌دست‌آورد. او که با کمبود پول مواجه بود، برنامه دکترای تخصصی را ترک نموده و برای نهاد بروکینگز، پس از آن برای اداره کنترل قیمت‌ها و بعداً برای اداره خدمات استراتژیک کار کرد. او تحت نظر جان کنت گالبرایت در گزارش بمباران استراتژیک کار نموده و به آلمان و ژاپن پسا جنگ سفر نمود. پس از آن، برن در وزارت تجارت ایالات متحده کار نموده و در دانشگاه جرج واشینگتن به تدریس پرداخت. سپس او، قبل از این‌که برای پیوستن به امور دانشگاه از سمت خود استعفا دهد، در بانک فدرال رزرو نیویورک کار می‌کرد.
او با الینا دجاتسشینکو ازدواج کرد و فرزندی به‌نام نیکولا داشت، اما آن‌ها به‌زودی از هم جدا شدند. برن حرفه آکادمیک خود در ایالات متحده را با تدریس در دانشگاه استنفورد از ۱۹۴۹ میلادی آغاز کرد. از ۱۹۴۹ به بعد، او به‌طور فعالانه در تشکیل ایده‌ها و نظریات دبیری در نقدنامه ماهانه (Monthly Review) که توسط پل سوئیزی و لئو هوبیرمن ویراستاری می‌شد، شرکت می‌کرد. برن در ۱۹۶۰ میلادی در همراهی با سوئیزی و هوبیرمن از کوبا دیدار کرد و بسیار تحت تأثیر قرار گرفت. در ۱۹۶۲ میلادی، او برای بار دیگر از مسکو، ایران و یوگسلاوی دیدار نمود. او در اواخر زندگی خود همراه با سوئیزی روی سرمایه انحصاری کار کرد. قبل از این‌که این کتاب توسط سوئیزی به اتمام برسد، او در ۱۹۶۴ میلادی بر اثر ایست قلبی درگذشت. او به مکتب اقتصادی نئو-مارکسیستی نسبت داده می‌شود.
برن مفهوم «مازاد اقتصادی» را برای پرداختن به پیچیدگی‌های که توسط چیرگی سرمایه انحصاری مطرح می‌گردد، معرفی کرد. یکجا با پل سوئیزی، برن اهمیت این نوآوری، سازگاری آن با مفهوم کارگری مارکس از ارزش و ارتباط ضمیمه‌ای آن با دستهٔ ارزش مازاد مارکس، را تشریح نمود. نشریه نقدنامه ماهانه (Monthly review) اخیراً کتابی از مکاتبه‌ها میان سوئیزی و برن را منتشر نموده‌است که توسعه ایده‌های آن‌ها پیرامون اقتصاد سیاسی، به‌ویژه، همکاری آن‌ها در نوشتن کار بنیادی آن‌ها سرمایه انحصاری، را روشن می‌کند. به کتاب عصر انحصار سرمایه، مکاتبه‌های برگزیده پاول ای. برن و پل ام. سوئیزی، ۱۹۴۹ – ۱۹۶۴ میلادی، ویراستاری شده توسط نیکولا برن و جان بیلامی فوستر، نشریه نقدنامه ماهانه، نیویورک، ۲۰۱۷ مراجعه نمایید.
از نظر دسته‌بندی برن، «مازاد اقتصادی واقعی» عبارت از «تفاوت میان تولید فعلی واقعی جامعه و مصرف فعلی واقعی آن» بوده و از این‌رو مساوی به پس‌اندازها یا انباشت فعلی است. برخلاف آن، «مازاد اقتصادی بالقوه» عبارت است از «تفاوت میان مقداری که می‌تواند تحت یک محیط طبیعی و فنی مورد نظر به کمک منابع تولیدی در دسترس تولید گردید و آنچه که مصرف اساسی گفته می‌شود». برن همچنین مفهوم «مازاد برنامه‌ریزی شده» را معرفی کرد – دستهٔ که تنها در یک جامعه سوسیالیستی به‌طور عقلانی برنامه‌ریزی شده امکان عملی شدن آن وجود دارد. این دسته چنین تعریف گردیده بود، «تفاوت میان تولید «بهینه» یک اجتماع که درگذشته تحت شرایط استفاده «بهینه» برنامه‌ریزی‌شده از تمامی منابع تولید موجود در یک محیط طبیعی و تکنولوژیکی به‌دست آمده‌است و یک مقدار «بهینه» انتخاب شده مصرف».
برن از این مفهوم مازاد اقتصادی برای تحلیل اقتصادهای توسعه‌نیافته در کتاب خود اقتصاد سیاسی رشد استفاده کرد. برن همراه با پل ام. سوئیزی همچنین این مفهوم مازاد را بر اقتصاد معاصر ایالات متحده در کتاب خود سرمایه انحصاری اجرا کرد.
یکی از شاگردان برجسته برن، ریچارد دی. وولف بود.